# إيفان دي ويت
إيفان دي ويت هو كبير الإداريين التنفيذيين بلجيكي، ولد في 1948 في فلاندر الشرقية في بلجيكا.